# Okręt ratowniczy

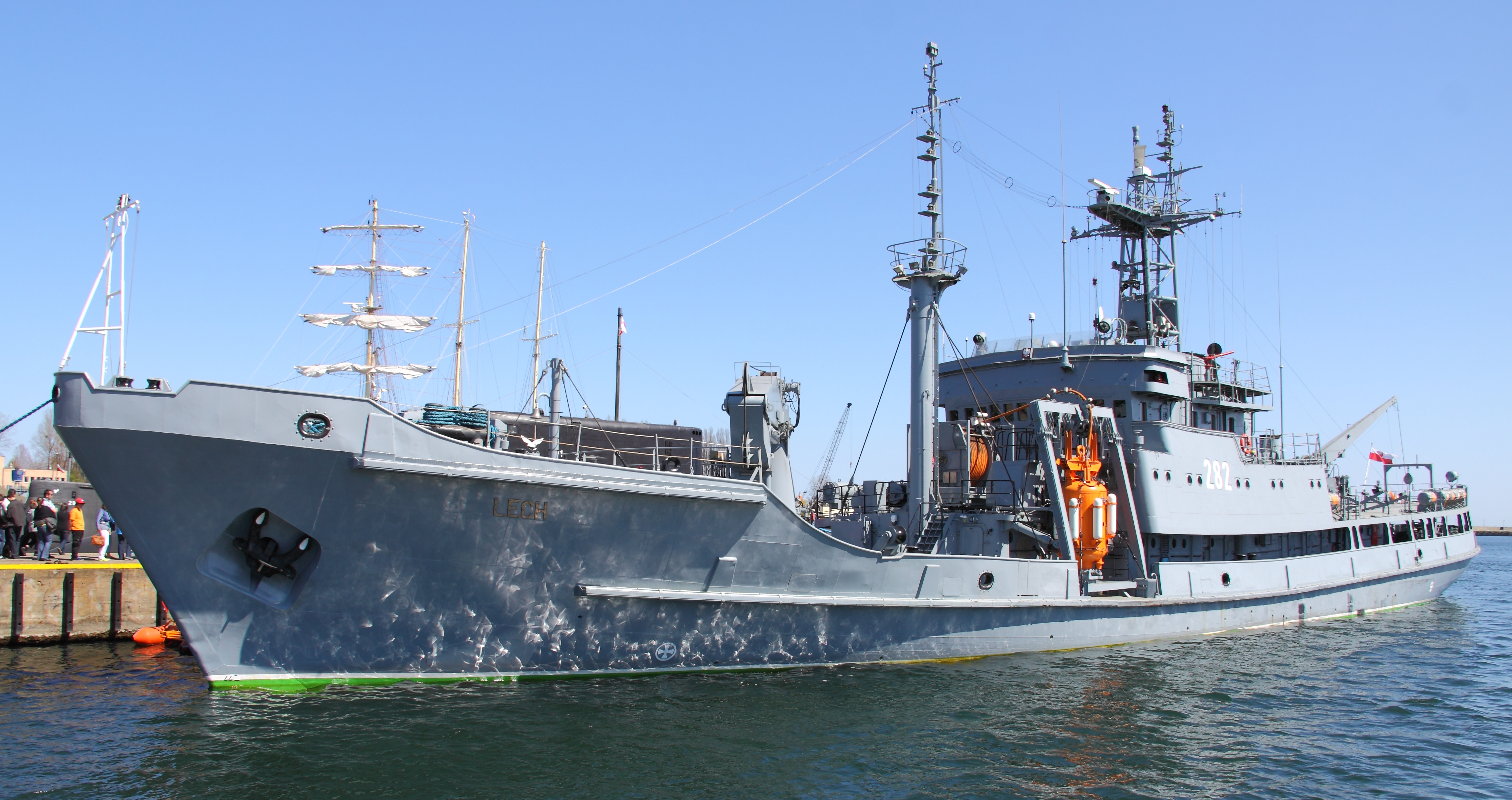
Polski okręt ratowniczy ORP „Lech”

Okręt ratowniczy – pomocnicza jednostka pływająca przeznaczona do prowadzenia akcji ratowniczych na morzu (gaszenie pożarów, holowanie, ściąganie z mielizny, prowadzenia prac podwodnych, ratowania załóg z zatopionych okrętów podwodnych, poszukiwania i ratownictwa rozbitków itp.).

## Źródła
1. ↑  R. Szymaniuk, Realizacja nurkowań głębokowodnych w marynarce wojennej Rzeczpospolitej Polskiej, „Polish Hyperbaric Research”, nr 3(28), 2009, s. 47–57, ISSN 1734-7009 [dostęp 2022-03-26] (pol.).